# Чемпіонат Болгарії з футболу 1931
Державний чемпіонат Болгарії 1931 — 7-й сезон найвищого рівня футбольних змагань Болгарії. Чемпіоном вперше став АС 23 (Софія).

## Перший раунд
| Команда 1               | Рахунок | Команда 2             |
| ----------------------- | ------- | --------------------- |
| Шипченски сокол (Варна) | 1:0     | Ботев (Пловдив)       |
| Слава (Ямбол)           | 3:1     | Спортист (Видин)      |
| АС 23 (Софія)           | 5:0     | Етир (Тирново)        |
| Напредак (Русе)         | 3:1     | Победа 26 (Плевен)    |
| Хан Омуртаг (Шумен)     | 2:0     | Левські (Дупниця)     |
| Болгарія (Хасково)      | 6:2     | Орел-Чеган 30 (Враца) |

## Другий раунд
| Команда 1               | Рахунок | Команда 2           |
| ----------------------- | ------- | ------------------- |
| Шипченски сокол (Варна) | 5:1     | Болгарія (Хасково)  |
| АС 23 (Софія)           | 7:0     | Слава (Ямбол)       |
| Напредак (Русе)         | 3:1     | Хан Омуртаг (Шумен) |

## Третій раунд
Клуб Шипченски сокол (Варна) пройшов до фіналу після жеребкування.
| Команда 1     | Рахунок | Команда 2       |
| ------------- | ------- | --------------- |
| АС 23 (Софія) | 3:1     | Напредак (Русе) |

## Фінал
| Команда 1       | Рахунок    | Команда 2               |
| --------------- | ---------- | ----------------------- |
| 13 вересня 1931 |            |                         |
| АС 23 (Софія)   | 3:0 (тех.) | Шипченски сокол (Варна) |